# Hontangas
Hontangas – gmina w Hiszpanii, w prowincji Burgos, w Kastylii i León, o powierzchni 12,22 km². W 2011 roku gmina liczyła 115 mieszkańców.